# کروز (رود)
 کروز رودی است به وین می‌ریزد. این رود از کشور فرانسه می‌گذرد.